# Infernal Eternal
Albums de Marduk
Obedience
(2000) La Grande Danse Macabre
(2001)
Infernal Eternal est le deuxième album live du groupe de black metal suédois Marduk. L'album est sorti le 14 novembre 2000 sous le label Regain Records. Il s'agit d'un double album.
L'album s'appelle Infernal Eternal en référence à un titre de Marduk portant ce nom, il se trouve sur la liste des titres de l'album Heaven Shall Burn... When We Are Gathered, sorti en 1996.

## Musiciens
- Legion – chant
- Morgan Steinmeyer Håkansson – guitare
- B. War – basse
- Fredrik Andersson – batterie

## Liste des morceaux

### CD 1
1. Panzer Division Marduk – 2:55
2. Burn My Coffin – 4:24
3. Baptism by Fire – 3:42
4. The Sun Turns Black as Night – 3:06
5. Of Hell's Fire – 5:17
6. 502 – 3:11
7. Materialized in Stone – 5:23
8. Beast of Prey – 4:13
9. Those of the Unlight – 4:47
10. Sulphur Souls – 6:22
11. Dreams of Blood and Iron – 5:59
12. Fistfucking God's Planet – 3:56

### CD 2
1. On Darkened Wings – 4:13
2. Into the Crypts of Rays (reprise du groupe Celtic Frost) – 4:08
3. Still Fucking Dead – 3:17
4. Slay the Nazarene – 3:54
5. Departure from the Mortals – 3:36
6. Legion – 6:59